# کولوملا

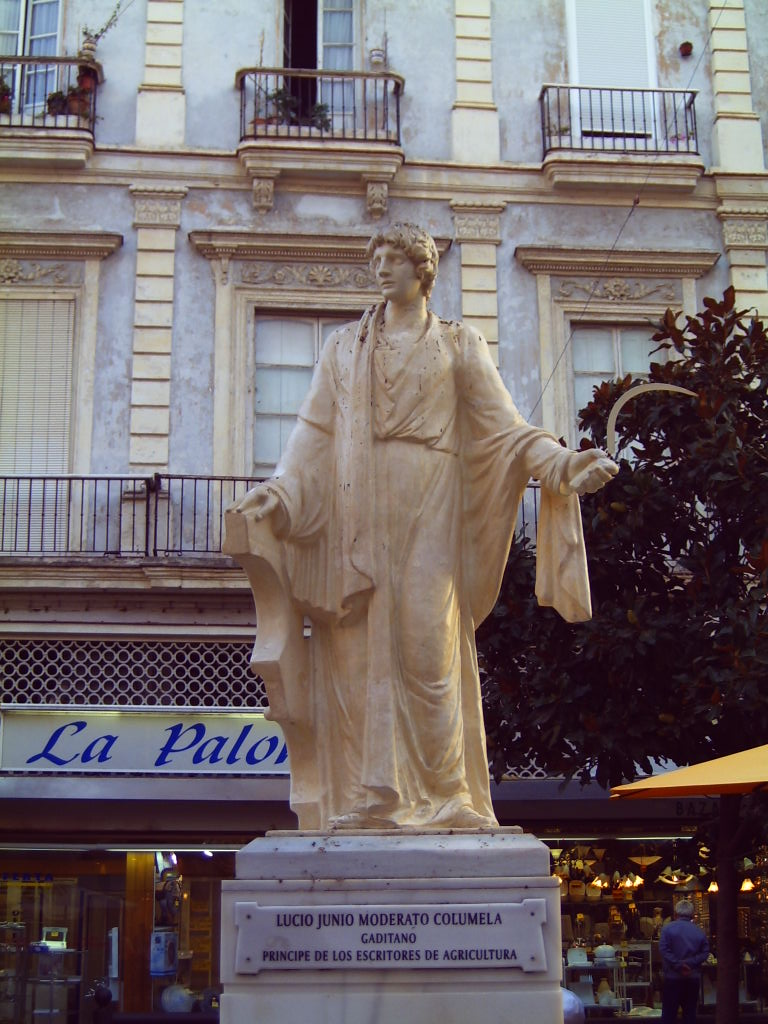
مجسمه کولوملا

لوسیوس جونیوس مادرتوس کولوملا ( ۴ – حدود ۷۸۰ پس از میلاد) مهم‌ترین نویسنده در مورد کشاورزی امپراتوری روم است. از زندگی او اطلاعات زیادی در دست نیست. او احتمالاً در شهرکادیس اسپانیا از پدر و مادری رومی متولد شد. بعد از کار در ارتش (در سال ۳۵ او در سوریه تریبون بود) جذب کشاورزی شد. کتاب دوازده جلدی Res rustica او به‌طور کامل باقی‌مانده‌است و مهم‌ترین منبع به همراه کتاب کاتو و وارو، که بعضی اوقات از آن‌ها یاد می‌کند، در مورد کشاورزی رومی است. کتاب کم حجم تری در مورد درختان ،De arboribus، معمولاً به او نسبت داده می‌شود.
کولوملا از منابعی استفاده کرده که بیشتر آن‌ها دیگر موجود نیستند، آلوس کورنلیوس سلسوس، نویسندهٔ اهل کارتاژ ماگو، ترملیوس ساکروفا و منابع زیاد یونانی که تنها چند نمونه از منابع استفاده شده توسط او است. عموی او مارسوس کولوملا «یک مرد باهوش و کشاورز استثنایی» (VII.۲٫۳۰)، که آزمایش‌های مربوط به پرورش گوسفند و آمیزش قوچ‌های وحشی با رنگهای مختلف را رهبری می‌کرد و از آفریقا برای شرکت در مبارزات گلادیاتور با گوسفند اهلی معرفی شد، ممکن است روی علایق برادر زاده اش تأثیر گذاشته باشد. کولوملا در ایتالیا مزارعی داشت، که به ویژه به مزارع موجود در آردئا، کارسولی و پادشاهی آلبا لونگا اشاره می‌کند، و به‌طور مکرر از آزمایشهایی که خودش در مورد کشاورزی انجام داده سخن می‌گوید.
در سال۱۷۹۴ یک آسترید به افتخار او کولوملایان نامگذاری شد.